# Il segreto di Claire
Il segreto di Claire è un film del 2006 diretto da Jordan Barker.

## Trama
Claire Holloway, famosa scrittrice e illustratrice di storie per l'infanzia, è perseguitata da incubi raffiguranti una casa isolata accanto a una palude nella quale si intravedono un ragazzo e una bambina. Stressata dai sogni e dalla mancanza di riposo, Claire si imbatte, mentre vede un documentario alla televisione, nella casa dei suoi incubi e, dopo alcune ricerche, riesce a scovare l'indirizzo e a scoprire che si tratta di un bed and breakfast, frequentato solo durante la bella stagione. Con l'inverno alle porte la scrittrice si trasferisce nella magione, in cerca di ispirazione, ma la casa reagisce alla sua presenza con vari fenomeni soprannaturali di portata sempre maggiore. Aiutata da un investigatore dell'occulto, Claire indaga sugli eventi gettando luce su eventi passati e richiamando l'attenzione di spiriti e uomini crudeli.

## Distribuzione
Il film è uscito negli Stati Uniti nel 18 maggio del 2006 e in Italia nel novembre dello stesso anno.